# Liv (Name)
Liv ist ein weiblicher Vorname.

## Herkunft
„Liv“ stammt ursprünglich aus dem Altnordischen hlíf ‚Schutz, Verteidigung‘. In den modernen skandinavischen Sprachen ist der Name jetzt auch homofon mit dem Wort liv ‚Leben‘, das eigentlich eine andere Herkunft hat (anord. líf).

## Namensträgerinnen

### Vorname
- Liv Alsterlund (* 1971), schwedische Schauspielerin
- Liv Assmann (* 1973), deutsche politische Beamtin (SPD)
- Liv-Kjersti Bergman (* 1979), norwegische Biathletin
- Liv-Benedicte Bjørneboe (* 1965), norwegische Organistin, Komponistin und Kantorin
- Liv Boeree (* 1984), britische Pokerspielerin, Fernsehmoderatorin und Model
- Liv Clasvogt (* 2002), deutsche Schauspielerin
- Liv Dommersnes (1922–2014), norwegische Schauspielerin
- Liv Kari Eskeland (* 1965), norwegische Politikerin
- Liv Lisa Fries (* 1990), deutsche Schauspielerin
- Liv Hewson (* 1995), australische Schauspielerin.
- Liv Køltzow (* 1945), norwegische feministische Schriftstellerin
- Liv Kristine (* 1976), norwegische Sängerin
- Liv Mjönes (* 1979), schwedische Schauspielerin
- Liv Signe Navarsete (* 1958), norwegische Politikerin
- Liv Bernhoft Osa (* 1957), norwegische Schauspielerin
- Liv Grete Poirée (* 1974), norwegische Biathletin
- Liv Sansoz (* 1977), französische Bergsteigerin und Sportkletterin
- Liv Sprenger (1936–2022), österreichische Politikerin (ÖVP)
- Liv Grete Skjelbreid (* 1974), norwegische Biathletin
- Liv Inger Somby (* 1962), samisch-norwegische Journalistin, Autorin und Hochschullehrerin
- Liv Strömquist (* 1978), schwedische Comiczeichnerin und Radiomoderatorin
- Liv Tyler (* 1977), US-amerikanische Schauspielerin
- Liv Ullmann (* 1938), norwegische Schauspielerin und Regisseurin
- Liv Westphal (* 1993), französische Leichtathletin

### Familienname
- Stefan Liv (1980–2011), schwedischer Eishockeytorhüter